# Synagoga w Bambergu (Hellerstraße)
Synagoga w Bambergu – druga z kolei synagoga znajdująca się w Bambergu, w Niemczech w ogrodzie Hintergarten przy Hellerstraße.
Synagoga powstała w 1430 roku w małym budynku w ogrodzie Hintergarten, zaraz po ponownym osiedlaniu się Żydów w mieście. Była używana w latach 1430–1478 i zapewne 1520–1660. Przerwa była spowodowana ponownym wypędzeniem Żydów z Bambergu.